# Robert Hanna
Robert Hanna (Dél-Karolina, 1786. április 6. – Indianapolis, 1858. november 16.) az Amerikai Egyesült Államok Indiana államának szenátora.